# Edu Marangon
Carlos Eduardo Marangon – detto Edu Marangon o solo Edu – (San Paolo, 15 febbraio 1963) è un allenatore di calcio ed ex calciatore brasiliano, di ruolo centrocampista.

## Carriera
Iniziò a dare i primi calci al pallone nelle giovanili del Palmeiras ma per via della eccessiva lontananza da casa del campo di allenamento tale da non consentirgli di conciliare scuola e calcio, cambiò squadra e venne tesserato dal Portuguesa, società che lo fece esordire in campionato nel 1984 dopo la conclusione degli studi e il raggiungimento della laurea in amministrazione aziendale.
Nel 1988 venne contattato dal Torino che lo acquistò per un miliardo e 250 milioni. Il centrocampista di San Paolo giunse a Torino con le carte in regola per diventare uno dei protagonisti del campionato 1988-89, visto l'interesse nei suoi confronti da parte di alcuni club brasiliani, ma non riuscì mai a imprimere con incisività il suo marchio nell'economia del gioco di squadra perdendo gradualmente la fiducia di Radice prima e di Claudio Sala poi, i quali, lo emarginarono in panchina nonostante il suo impegno decretandone la bocciatura. In extremis Sergio Vatta lo recuperò utilizzandolo con continuità nel tentativo di salvare una situazione di classifica ormai disperata ma ciò non bastò a evitare al Torino un'ingloriosa retrocessione, la seconda a distanza di 30 anni dalla precedente esperienza del Talmone Torino.
Conclusasi amaramente l'esperienza sotto la Mole dopo solo una stagione, Edu tornò in Brasile, militando in diverse squadre (Flamengo, Palmeiras, Santos), disputando anche due stagioni in Giappone prima di ritirarsi dall'attività agonistica e intraprendere la carriera di allenatore in Spagna (nel Logroñés) e Brasile (Rio Branco).

## Statistiche
| Stagione                | Squadra                 | Campionato              | Campionato | Campionato | Coppe nazionali | Coppe nazionali | Coppe nazionali | Altre competizioni | Altre competizioni | Altre competizioni | Totale | Totale |
| Stagione                | Squadra                 | Comp                    | Pres       | Reti       | Comp            | Pres            | Reti            | Comp               | Pres               | Reti               | Pres   | Reti   |
| ----------------------- | ----------------------- | ----------------------- | ---------- | ---------- | --------------- | --------------- | --------------- | ------------------ | ------------------ | ------------------ | ------ | ------ |
| 1984                    | Portuguesa              | A+A1/SP                 | 4+?        | 0+2        |                 |                 |                 |                    |                    |                    | 4+?    | 2      |
| 1985                    | Portuguesa              | A+A1/SP                 | 19+?       | 2+4        |                 |                 |                 |                    |                    |                    | 19+?   | 6      |
| 1986                    | Portuguesa              | A+A1/SP                 | 21+?       | 1+4        |                 |                 |                 |                    |                    |                    | 21+?   | 5      |
| 1987                    | Portuguesa              | A+A1/SP                 | 10+?       | 4+1        |                 |                 |                 |                    |                    |                    | 10+?   | 5      |
| 1988                    | Portuguesa              | A+A1/SP                 | 1+?        | 0+2        |                 |                 |                 |                    |                    |                    | 1+?    | 2      |
| Totale Portuguesa       | Totale Portuguesa       | Totale Portuguesa       | 55+?       | 7+13       |                 |                 |                 |                    |                    |                    | 55+?   | 20     |
| 1988-1989               | Torino                  | A                       | 22         | 2          | CI              | 5               | 2               |                    |                    |                    | 27     | 4      |
| 1989-1990               | Porto                   | PD                      | 2          | 0          |                 |                 |                 |                    |                    |                    | 2      | 0      |
| 1990                    | Flamengo                | A+CC                    | 0+14       | 0+2        |                 | -               | -               |                    | -                  | -                  | 14     | 2      |
| 1990                    | Santos                  | A                       | 10         | 1          | CB              | ?               | ?               |                    |                    |                    | 10     | 1      |
| 1991                    | Santos                  | A                       | 14         | 2          | CB              | ?               | ?               |                    |                    |                    | 14     | 2      |
| 1991                    | Palmeiras               | A+A1/SP                 | 0+?        | 0+4        | CB              | ?               | ?               |                    |                    |                    | 0+?    | 4      |
| 1992                    | Palmeiras               | A                       | 16         | 3          | CB              | ?               | ?               |                    |                    |                    | 16     | 3      |
| Totale Palmeiras        | Totale Palmeiras        | Totale Palmeiras        | 16+?       | 3+4        |                 |                 |                 |                    |                    |                    | 16+?   | 7      |
| 1992                    | Santos                  | A+A1/SP                 | 0+?        | 0+1        | CB              | ?               | ?               |                    |                    |                    | 0+?    | 1      |
| Totale Santos           | Totale Santos           | Totale Santos           | 24+?       | 3+1        |                 |                 |                 |                    |                    |                    | 24+?   | 4      |
| 1993                    | Yokohama Flügels        | J1                      | 30         | 6          | JLC+CG          | 4+5             | 2+5             |                    |                    |                    | 39     | 13     |
| 1994                    | Yokohama Flügels        | J1                      | 37         | 12         | JLC+CG          | 2+0             | 0+0             | SG                 | 1                  | 0                  | 40     | 12     |
| Totale Yokohama Flügels | Totale Yokohama Flügels | Totale Yokohama Flügels | 67         | 18         |                 | 11              | 7               |                    | 1                  | 0                  | 79     | 25     |
| 1996                    | Coritiba                | A+PR                    | 9+?        | 1+?        |                 | -               | -               |                    | -                  | -                  | 9+?    | 1+?    |
| 1997                    | Inter de Limeira        | C+A1/SP                 | 0+?        | 0+1        |                 | -               | -               |                    | -                  | -                  | ?      | 1      |
| 1997                    | Bragantino              | A                       | ?          | ?          |                 | -               | -               |                    | -                  | -                  | ?      | ?      |
| Totale carriera         | Totale carriera         | Totale carriera         | 195+?      | 34+21      |                 | 16              | 9               |                    | 1                  | 0                  | 212+?  | 64     |

### Cronologia presenze e reti in nazionale
| Cronologia completa delle presenze e delle reti in nazionale ― Brasile | Cronologia completa delle presenze e delle reti in nazionale ― Brasile | Cronologia completa delle presenze e delle reti in nazionale ― Brasile | Cronologia completa delle presenze e delle reti in nazionale ― Brasile | Cronologia completa delle presenze e delle reti in nazionale ― Brasile | Cronologia completa delle presenze e delle reti in nazionale ― Brasile | Cronologia completa delle presenze e delle reti in nazionale ― Brasile | Cronologia completa delle presenze e delle reti in nazionale ― Brasile |
| Data                                                                   | Città                                                                  | In casa                                                                | Risultato                                                              | Ospiti                                                                 | Competizione                                                           | Reti                                                                   | Note                                                                   |
| ---------------------------------------------------------------------- | ---------------------------------------------------------------------- | ---------------------------------------------------------------------- | ---------------------------------------------------------------------- | ---------------------------------------------------------------------- | ---------------------------------------------------------------------- | ---------------------------------------------------------------------- | ---------------------------------------------------------------------- |
| 19-5-1987                                                              | Londra                                                                 | Inghilterra                                                            | 1 – 1                                                                  | Brasile                                                                | Coppa Stanley Rous 1987                                                | -                                                                      | 82’                                                                    |
| 26-5-1987                                                              | Glasgow                                                                | Scozia                                                                 | 0 – 2                                                                  | Brasile                                                                | Coppa Stanley Rous 1987                                                | -                                                                      |                                                                        |
| 28-5-1987                                                              | Helsinki                                                               | Finlandia                                                              | 2 – 3                                                                  | Brasile                                                                | Amichevole                                                             | -                                                                      |                                                                        |
| 1-6-1987                                                               | Tel Aviv                                                               | Israele                                                                | 0 – 4                                                                  | Brasile                                                                | Amichevole                                                             | -                                                                      |                                                                        |
| 21-6-1987                                                              | Florianopolis                                                          | Brasile                                                                | 4 – 0                                                                  | Ecuador                                                                | Amichevole                                                             | -                                                                      |                                                                        |
| 24-6-1987                                                              | Porto Alegre                                                           | Brasile                                                                | 1 – 0                                                                  | Ecuador                                                                | Amichevole                                                             | -                                                                      | Uscita                                                                 |
| 28-6-1987                                                              | Córdoba                                                                | Brasile                                                                | 5 – 0                                                                  | Venezuela                                                              | Coppa America 1987 - 1º turno                                          | 1                                                                      |                                                                        |
| 3-7-1987                                                               | Córdoba                                                                | Brasile                                                                | 0 – 4                                                                  | Cile                                                                   | Coppa America 1987 - 1º turno                                          | -                                                                      | 29’ 53’                                                                |
| 12-12-1990                                                             | Los Angeles                                                            | Brasile                                                                | 0 – 0                                                                  | Messico                                                                | Amichevole                                                             | -                                                                      |                                                                        |
| Totale                                                                 |                                                                        | Presenze                                                               | 9                                                                      |                                                                        | Reti                                                                   | 1                                                                      |                                                                        |

## Palmarès

### Giocatore

#### Club
- Campionato portoghese: 1

Porto: 1989-1990
- Supercoppa di Portogallo: 1

Porto: 1990
- Campionato giapponese: 1

Yokohama Flügels: 1995

#### Nazionale
- Coppa Stanley Rous: 1

1987
- Giochi panamericani: 1

Indianapolis 1987

### Allenatore
- Campeonato Paulista Série A2: 1

Juventus-SP: 2005
- Copa Paulista: 1

Juventus-SP: 2007